# Кабрал, Лилия
Лилия Кабрал  (порт. Lília Cabral, род. 13 июля 1957) — бразильская актриса.

## Биография
Лилия Кабрал с детства мечтала стать актрисой, тайком от отца посещала занятия в школе драматического искусства, и только после профессионального успеха рассказала о своём увлечении.
Уже в 21 год она стала финансово независимой: участием в спектаклях она зарабатывала достаточно. Когда ей было 24 года, она переехала в Рио-де-Жанейро. На одном из спектаклей в 1984 г., в котором она играла вместе с актёрами Пауло Бети и Маркусом Фрота (уже игравшими на телевидении), её замечают телережиссёры Даниэль Филью и Пауло Убиратан. Они и приглашают её участвовать в её первом телесериале «Телом к телу». Именно так — без проб, по приглашению, она и хотела попасть на телевидение. К настоящему времени Лилия Кабрал приняла участие в более чем 20 сериалах телекомпании «Глобу». Сама она считает самими "сильными" своими персонажами роли в телесериалах по сценарию Мануэла Карлуша («История любви», «Семейные узы», «Страницы жизни»). В телесериале 2006 г. «Страницы жизни» она, исполняя роль второстепенной злодейки Марты, сумела стать чуть ли не самым главным персонажем телесериала, оставив на заднем плане нереалистично положительную героиню Элену в исполнении Режины Дуарте. В 2007 году она была номинирована как лучшая телеактриса за исполнение роли Марты на международную премию «Эмми».
Сама актриса считает, что наиболее из всех телеперсонажей на неё похожа Горетти из «Жестокого ангела»
Её родители — Алмедина Кабрал и Жино Бертолли умерли соответственно в 1987 и 1990 годах.

## Личная жизнь
Лилия Кабрал была замужем первым браком за режиссёром Жуаном Жардином. В 1994 году вышла замуж за экономиста Ивана Фигейреду, в возрасте 38 лет родила (после трех неудач) дочь Жулию.

## Фильмография
- 2017 — Сила желания  — Силвана
- 2016 — Свобода, свобода  — Виржиния
- 2014 — Империя  —  Мария Марта
- 2014 — Жулио исчез  — Эдна
- 2013 — Сарамандайя (Saramandaia) — Витория Вилар
- 2011 — Изысканная гравюра (Fina Estampa) — Гризелда да Силва Перейра
- 2009 — Прожить жизнь .... Тереза
- 2008 — Фаворитка .... Катарина Кополо Монтейро
- 2006 — Страницы жизни .... Марта Толеду Флорес
- 2004 — Талисман .... Аида
- 2003 — Шоколад с перцем .... Барбара Альбукерке
- 2002 — Вкус страсти .... Эдит
- 2001 — Путеводная звезда .... Дафне
- 2001 — Наследство  .... Лусия
- 2000 — Семейные узы .... Ингрид
- 1999 — Malhação .... Клаудия Алмейда
- 1998 — Дона Флор и два её мужа .... Виолета
- 1997 — Жестокий ангел .... Горетти Гарсия
- 1995 — История любви .... Шейла
- 1994 — Моя родина .... Симони Пелегрини
- 1993 — Sex Appeal .... Клариси
- 1992 — Камень о камень .... Алва
- 1991 — Саломея .... Эрнестина
- 1991 — Переносчик .... Лусиана
- 1989 — Тиета .... Аморзинью
- 1988 — Vale Tudo .... Алдейде
- 1987 — Мандала .... Лена
- 1986 — Гипертензия .... Антониета
- 1984 — Телом к телу .... Маргарида
- 1981 — Иммигранты .... Анжелина